# Zeslandenoverleg

Noord-Korea.

Het zeslandenoverleg waren gesprekken tussen zes landen in een poging om Noord-Korea te
overhalen het kernwapenprogramma van Noord-Korea op te geven. De gesprekken vonden in zes ronden
plaats, gespreid over vijf jaar, van 2003 tot 2007.

## Deelnemers
- Noord-Korea wil dat de VS, die 25.000 troepen hebben in Zuid-Korea, een niet-aanvalsbelofte uitspreken. Het land wil ook genormaliseerde betrekkingen met de VS, ongehinderde economische steun en de voltooiing van twee lichtwaterreactoren die in 1994 waren beloofd.
- China is een bondgenoot van Noord-Korea en is tevens diens grootste handelspartner. China is tegen strenge VN-sancties tegen Noord-Korea en voorziet dat land ook van energie- en voedselhulp. China vreest verder ook een vluchtelingenstroom over haar grens met Noord-Korea.
- Rusland is eveneens beducht voor een vluchtelingenstroom, maar wil ook haar invloed in Noordoost-Azië weer uitbreiden. Het land heeft economische betrekkingen met Noord-Korea (im- en export en economische projecten in Noord-Korea) en is net als China gekant tegen harde sancties.
- Verenigde Staten zijn vooral bevangen door Noord-Korea's kern(wapen)programma en de mogelijkheid dat het land die technologie levert aan andere vijandelijke landen of terreurgroepen. De VS eisen toezicht van het Internationaal Atoomenergieagentschap.
- Zuid-Korea wil dat het Koreaans Schiereiland kernwapenvrij blijft en het uiteindelijk herenigen. Het is ook bevreesd voor een grote vluchtelingenstroom over haar grens met Noord-Korea.
- Japan is beducht voor het nabijgelegen Noord-Korea's raketproeven die het land zouden kunnen treffen. Japan wil ook een schuldbekentenis voor de ontvoering van Japanners door Noord-Koreaanse spionnen in de jaren 70 en '80.

## Gesprekspunten

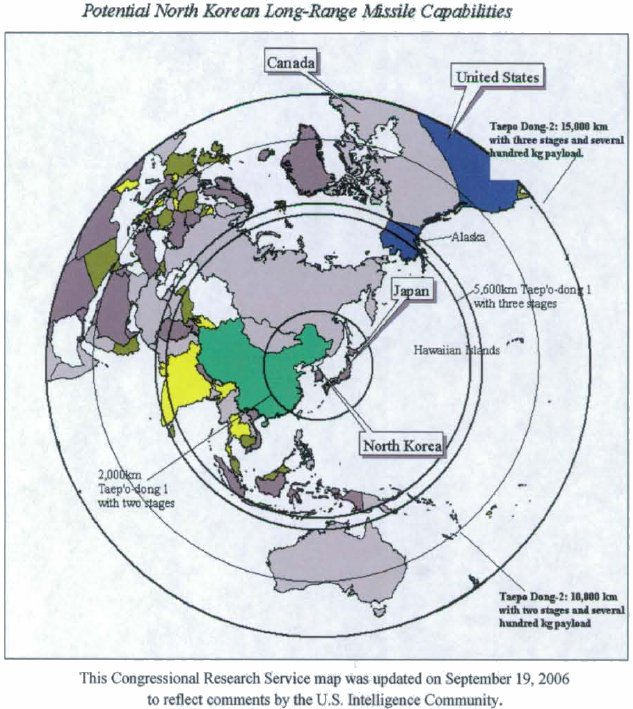
Het bereik van Noord-Korea's verschillende raketten.

- Noord-Korea wil een veiligheidsgarantie van de Verenigde Staten. Het beschouwde de regering-Bush als vijandig en beschuldigde ze ervan het Noord-Koreaanse regime te willen omverwerpen, wat nog versterkt werd toen de VS Noord-Korea bij het "as van het kwaad" rekenden.
- Noord-Korea wil ook dat de twee lichtwaterreactoren, waarvan de bouw in 1994 was overeengekomen in ruil voor de sluiting van de kerncentrale bij Yongbyon, zouden worden afgewerkt.
- Het non-proliferatieverdrag, dat door Noord-Korea werd ondertekend maar waaruit het zich begin 2003 terugtrok, laat toe dat landen kerntechnologie ontwikkelen voor vreedzaam gebruik. Men vreesde echter dat Noord-Korea heimelijk kernwapens wilde verwerven, wat intussen ook gebeurd is.
- Noord-Korea wil dat haar betrekkingen met de Verenigde Staten normaliseren in ruil voor het opgeven van haar kernwapenprogramma.
- Het wil verder dat de sancties die door de VS en ook de VN-Veiligheidsraad werden opgelegd worden opgeheven.
- In ruil voor Noord-Korea's eisen willen de anderen dat Noord-Korea volledig en controleerbaar wordt ontwapend. Japan en de VS eisen ook de volledige ontmanteling van het kernwapenprogramma. China, Rusland en Zuid-Korea zijn bereid voor dat laatste bijkomende toezeggingen te doen.

## Ronden

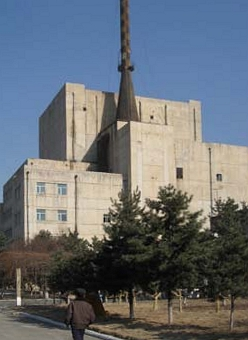
De kernreactor in Yongbyon.

- Eerste ronde van 27 augustus tot 29 augustus 2003. Buiten een akkoord over het voortzetten van de gesprekken werd geen overeenkomst bereikt.
- Tweede ronde van 25 februari tot 28 februari 2004. Er werd een akkoord bereikt over de denuclearisatie van het Koreaans Schiereiland en de vreedzame samenleving van de deelnemers.
- Derde ronde van 23 juni tot 26 juni 2004. Het voorgaande akkoord werd bevestigd met toevoeging van data, de tijdspanne tussen de verschillende stappen en de manier van toezicht.
- Vierde ronde:
  - Eerste fase van 26 juli tot 7 augustus 2005. Noord-Korea en de VS kunnen niet overeenkomen over het "vreedzaam gebruik" van kernenergie.
  - Tweede fase van 13 september tot 19 september 2005. Noord-Korea stemt in haar kernprogramma op te geven en terug te keren naar het non-proliferatieverdrag. De anderen erkennen 's lands recht op vreedzaam gebruik van kernenergie. De VS garanderen geen intentie te hebben om Noord-Korea aan te vallen. De VS en Japan zullen hun relaties met Noord-Korea normaliseren. Ook zal de economische samenwerking worden versterkt.
- Vijfde ronde:
  - Eerste fase van 9 november tot 11 november 2005. Het voorgaande werd bevestigd.
  - Tweede fase van 18 december tot 22 december 2006. Gesprekken over bevroren Noord-Koreaanse tegoeden liepen vast en er kwam geen consensus.
  - Derde fase van 8 februari tot 13 februari 2007. Noord-Korea stemde in om haar kerncentrale in Yongbyon te sluiten en waarnemers van het Internationaal Atoomenergieagentschap te zullen uitnodigen. De anderen zegden in ruil energiehulp toe, met initieel 50.000 ton olie. Er werden ook vijf werkgroepen gevormd om de verschillende deelgebieden van het voorgaande akkoord uit te werken.
- Zesde ronde:
  - Eerste fase van 19 maart tot 22 maart 2007. US$25 miljoen die in China waren bevroren werden vrijgegeven. Er waren echter problemen bij het overmaken van het geld en Noord-Korea weigerde verder te praten tot het in hun bezit was.
  - Tweede fase van 27 september tot 30 september 2007. Noord-Korea stemde in met de ontmanteling van al haar kernactiviteiten en het geven van informatie hierover. In ruil zou het land nog mee energiehulp krijgen. Ook zouden de relaties met de VS en Japan worden aangehaald.

## Einde
In mei 2008 had Noord-Korea de VS 18.000 pagina's over haar kernprogramma bezorgd. Volgens de VS ontbraken echter details over de verrijking van uranium, de proliferatie met Syrië en Libië en de reeds geproduceerde kernwapens.
Op 5 april 2009 lanceerde Noord-Korea, ondanks internationale druk, een raket met, naar eigen
zeggen, een satelliet aan boord. De VN-Veiligheidsraad reageerde met de intentie om de sancties opnieuw uit te breiden. Als reactie daarop zette Noord-Korea de IAEA-inspecteurs het land uit en hervatte haar kernprogramma.
In mei 2009 voerde Noord-Korea een ondergrondse kernproef uit die wereldwijd scherp werd veroordeeld, onder meer door de Veiligheidsraad.
Op 3 september 2017 voerde Noord-Korea een ondergrondse kernproef uit, vermoedelijk met een waterstofbom van ca. 160 kiloton TNT-equivalent, die een aardbeving veroorzaakte van 6,1 op de momentmagnitudeschaal.
Op 16 maart 2023 lanceerde Noord-Korea een Hwasong-17 raket.